# Знедолені (фільм, 2006)
«Знедолені» — кінофільм режисера Джонні То, який вийшов на екрани в 2006 році.

## Зміст
Дія фільму відбувається на Макао відразу після передачі острова під юрисдикцію КНР. Раніше тут переховувалися члени китайської мафії, які хотіли зав'язати з минулим життям. Але тепер довга рука колишніх товаришів загрожує покарати відступників, і на новоприєднаній території спалахують гангстерські розборки.

## Ролі
| Актор                | Роль |
| -------------------- | ---- |
| Ентоні Вонг Чау-Санг | -    |
| Френсіс Нг           | -    |
| Саймон Ям            | -    |
| Нік Чунг             | -    |
| Річі Рен             | -    |
| Рой Чунг             | -    |
| Джозі Хо             | -    |
| Суєт Лам             | -    |
| Ка Танг Лам          | -    |
| Сіу-Фай Чунг         | -    |

## Знімальна група
- Режисер — Джонні То
- Сценарист — Кам-Юень Зето, Тін-Шинг Їп
- Продюсер — Джонні То, Катрін Чан, Джон Чонг
- Композитор — Дейв Клотц, Гай Зерафа